# Miguel Ángel Cortés Martín
Miguel Ángel Cortés Martín, né le 14 juillet 1958, est un homme politique espagnol membre du Parti populaire (PP).

## Biographie

### Vie privée
Il est célibataire et père de deux enfants.

### Activités politiques
Il est élu député au Congrès des députés en 1989 et le reste jusqu'en 2015.
Le 20 décembre 2015, il est élu sénateur pour Valladolid au Sénat et réélu en 2016.